# Дашков, Михаил Иванович
Князь Михаил (Кондрат) Иванович Дашков (3 (14) марта 1736 — 17 (28) августа 1764) — русский дипломат из рода Дашковых, известный главным образом как муж графини Екатерины Романовны Воронцовой.

## Биография
Родился 3 (14) марта 1736 года. Отец — князь Иван Петрович Дашков (1694—1743), капитан Преображенского полка. Мать — Анастасия Михайловна Леонтьева, двоюродная сестра Н. И. Панина,  дочь генерал-аншефа М. И. Леонтьева, двоюродного племянника царицы Натальи Кирилловны. При крещении получил редкое имя Кондратий, но в память о деде именовался Михаилом.
В младенчестве пожалован сержантом гвардии, служил в Преображенском, затем в лейб-гвардии Кирасирском полку. Единственный представитель княжеского рода Дашковых, наследник большого состояния матери, «мягкий по характеру, весёлый щёголь», Дашков пользовался успехом при дворе Елизаветы Петровны.
Екатерина Воронцова-Дашкова вспоминала в мемуарах, что встретила будущего мужа, возвращаясь поздно вечером от Квашниных-Самариных:
Был чудесный летний вечер, когда карета приехала за мной, и так как улица, где жила Самарина, была спокойная, то её сестра предложила проводить меня пешком до конца этой улицы; я охотно согласилась и приказала кучеру подождать меня там. Едва мы прошли несколько шагов, как перед нами очутилась высокая фигура, вынырнувшая из другой улицы; воображение мое под влиянием лунного света превратило это явление во что-то колоссальное. Я испугалась и спросила свою спутницу, что это значит. И в первый раз в моей жизни услышала имя князя Дашкова.
Мать князя, давно желавшая видеть его женатым, без промедления дала согласие на брак. Союз получил личное одобрение Елизаветы Петровны, которая после итальянской оперы заехала поговорить с женихом и невестой:
Внимание государыни к нам было очень обязательное; в продолжение этого вечера, отозвав нас в другую комнату, она необыкновенно ласково, как крёстная мать, сказала нам, что наша тайна ей известна и что она желает нам полного счастья. Она с похвалой отзывалась об уважении князя к его матери и, отпустив нас в общество, сказала ему, что фельдмаршалу Бутурлину приказано уволить его в Москву. Доброта, нежное расположение и участие государыни в нашей судьбе так глубоко тронули меня, что я не могла скрыть своего волнения. Императрица, заметив это, легонько ударила меня по плечу и, поцеловав в щеку, промолвила: «Оправься, мое милое дитя, иначе ваши друзья подумают, что я выбранила тебя».
После вступления на престол Петра III князь М. Дашков ездил послом в Константинополь сообщить об этом султану. По возвращении в Петербург участвовал в подготовке дворцового переворота Екатерины II (1762). В день коронации Екатерины II пожалован в камер-юнкеры, в том же году назначен членом комиссии о каменном строении городов Санкт-Петербурга и Москвы.
В 1763 в чине вице-полковника лейб-гвардии Кирасирского полка был послан с отрядом в Польшу для поддержки воцарения Станислава Понятовского. Умер 17 (28) августа 1764 года в Пулавах от ангины в возрасте 28 лет. Был похоронен 11 января 1765 года в соборе Новоспасского монастыря, в Москве.

## Семья

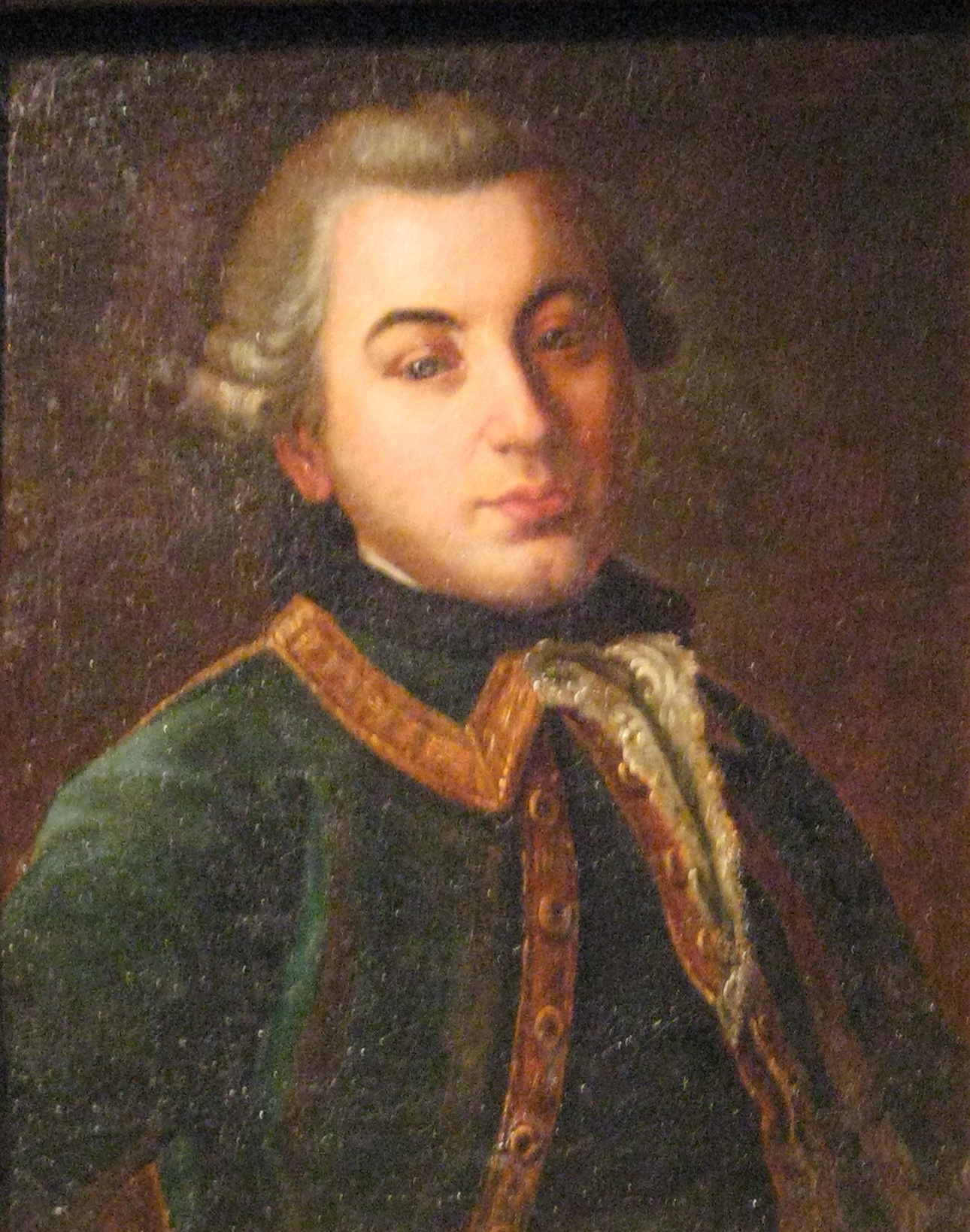
Портрет из собрания Государственного исторического музея

У князя Михаила были четыре сестры, Елена Ивановна была замужем за полковником М. С. Долгоруковым, Мария Ивановна за помещиком В. П. Лачиновым и Александра Ивановна за генерал-аншефом Ф. И. Глебовым, создателем усадьбы Знаменское-Раёк. Анастасия Ивановна умерла девицей. Графиня Екатерина Воронцова, став женой князя Дашкова в 1759 году, провела лето в его имении Троицкое на Протве, после чего переехала в московский дом его матери:
Здесь новый мир открылся передо мной, новые связи, новые обстоятельства. Я говорила по-русски очень дурно, а свекровь моя, на беду, не говорила ни на одном иностранном языке. Родственники моего мужа были большей частью людьми старого покроя, и хотя они любили меня, я, однако же, заметила, что, будь я больше москвитянкой, я нравилась бы им еще больше. Поэтому я ревностно стала изучать отечественный язык и так быстро успевала, что заслужила всеобщие рукоплескания со стороны моих родственников.
За пять лет брака у супругов Дашковых родились два сына и дочь:
- Анастасия (1760—1831), с 1775 года жена Андрея Евдокимовича Щербинина, родного дяди Дениса Давыдова.
- Михаил (1761—1762), младенец.
- Павел (1763—1807), последний князь Дашков, генерал-лейтенант; женат с 14.01.1788 на купеческой дочери Анне Семёновне Алферовой (1768—1809); детей у них не было.

Последний из Дашковых завещал своё имущество графу Ивану Илларионовичу Воронцову, которому император Александр I разрешил именоваться Воронцовым-Дашковым.